# Componentes del ser humano en el Antiguo Egipto

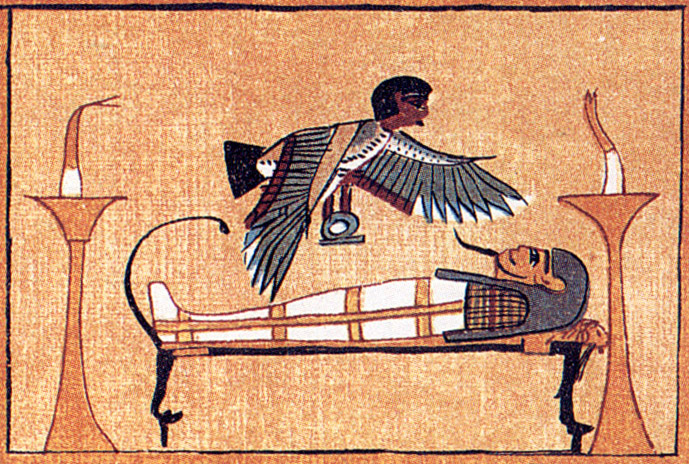
Facsímil de una viñeta del Papiro de Ani. El ba del difunto Ani se cierne sobre su momia mientras yace sobre un féretro. La unificación de ba y cadáver representada aquí se consideró necesaria para la supervivencia del alma después de la muerte. A ambos lados hay lámparas. El ba agarra un anillo shen, que simboliza la eternidad y la protección.

Para los antiguos egipcios, el ser humano estaba compuesto por varios elementos, tanto tangibles como intangibles. Actualmente la naturaleza de la mayoría de estos elementos es difícil de entender, ya que difiere de nuestra concepción espiritual, por lo que no tenemos palabras exactas para designarlos. 
Los egipcios pensaban que el espíritu humano se componía de varios elementos de los cuales, los más importantes son: ib, ka, ba, aj, ren, y sheut. Además de estos componentes estaba el cuerpo físico, llamado ja o jat (jau en plural), significando el conjunto de elementos corporales. También era posible adquirir, mediante un proceso de iniciación, el Aj (Akh) y el Sejem (Sekhem). 
En los textos egipcios se suponía que el hombre poseía un cuerpo jat, un cuerpo espiritual sahu, "espíritu" ba, un "doble" ka, inteligencia ju, su sombra jaibit, una forma sejem, un corazón o mente ib, y un nombre ren. El cuerpo, liberado de la mayoría de las partes fácilmente corruptibles, para ser preservado, era limpiado con natrón, rellenado de especias y plantas aromáticas, envuelto con vendas de lino, y protegido por amuletos y textos religiosos, aguardando en su tumba la visita de su ba. Quizás preservado hasta que sucediera su resurrección.

Levántate, Teti. Levántate poderoso fortalecido. Siéntate con los dioses, haz lo que hizo Osiris en la gran casa en Annu.
Textos de las Pirámides.

## Cuerpo
| K4 · t · Aa2 |

| K4 · t · Aa2 |

El cuerpo "físico", denominado Dyet por los egipcios, o Jat, Chat o Khat si se hace referencia a un cuerpo momificado, es el elemento más tangible de los que componen el hombre. 
Es inerte, un simple trozo de materia.  Sirve de soporte físico para los demás elementos, por lo que debía de ser momificado para asegurar su incorruptibilidad, y de esa manera garantizar que continuara existiendo, incluso después del fallecimiento.
Véase: Cuerpo humano

## Sahu
El Sahu, Atmu, o cuerpo espiritual, el que obtuvo un grado de conocimiento, poder y gloria, volviéndose duradero e incorruptible, pudiéndose asociar al alma y conversar con ella. Es el Máximo Misterio, la causa espiritual del hombre mismo.  Así, podrá ascender al Cielo y morar con el sahu de los justos y dioses.

## Ib
| F34 | Z1 |

| F34 | Z1 |

El ib, ab, o hati  simbolizado por el kama-manas, fue considerado la sede de los pensamientos y las emociones según las creencias egipcias. Era uno de los elementos espirituales más importantes. Esto se evidencia por muchas expresiones cotidianas en la lengua egipcia que incorporan la palabra ib, como aut-ib "alegría" (amplio corazón). Fue representado como el elemento que se contrapesaba con el símbolo de Maat en el Juicio de Osiris.

## Ka
| D28 | Z1 |

| D28 | Z1 |

Ka (kȝ en egipcio) era una pizca del principio universal e inmortal de la vida. Ka es un concepto semejante al de la "fuerza vital", lo que diferencia a una persona viva de otra muerta, muerte que ocurría cuando ka abandonaba el cuerpo. Se pensaba que el Ka era creado por Jnum, en su rueda de alfarero, para ser depositado en los hijos en el momento de su concepción.
Los egipcios también creyeron que el Ka se sostenía por medio del alimento y la bebida. Por esta razón eran presentadas a los muertos ofrendas de alimento y bebida, aunque era el Ka (kȝ) de las ofrendas lo que este consumía, no la parte física del alimento.

## Ba
| G53 | Z1 |

| G53 | Z1 |

El Ba (bȝ en egipcio) es el concepto más cercano a la noción occidental de alma. Es la parte trascendente que permanecería con el cuerpo tras la muerte del individuo. También era lo que hace único a un ser, similar a la noción de "personalidad". Como el alma, el Ba es la parte de una persona que vivía después de la muerte del cuerpo, y lo solían representar como un ave con cabeza humana, que volaría desde la tumba para unirse con ka en la vida futura

## Ren
| r · n |

| r · n |

Ren o Re es el nombre que la persona recibe al nacer, aunque podría cambiar a medida que la persona iba evolucionando. El ren viviría mientras el nombre fuese pronunciado, lo que explica los grandes esfuerzos realizados para protegerlo, escribiéndolo profúsamente en papiros y monumentos, o destruyéndolo en casos de manifiesta enemistad. 

## Sheut
| Z1 | S36 | t |

| Z1 | S36 | t |

Sheut (šwt), Shuit o Jaibit: "la sombra". La sombra de una persona estaba siempre presente. Una persona no podría existir sin una sombra, ni la sombra sin la persona, por lo tanto los egipcios conjeturaron que la sombra contenía a algo de la persona que representa. Por esta razón las estatuas de los seres humanos y dioses fueron referidos a veces como sus sombras. El Sheut fue representado como una pequeña figura humana pintada totalmente de negro, símbolo de la muerte, o como un sacerdote de Anubis.

## Aj[citarequerida]
| G25 | Z1 |

| G25 | Z1 |

El Aj o Akh' es el cuerpo luminoso o de gloria. un elemento vinculado con la "luz", es un concepto netamente funerario ligado a las estrellas, y con ellas, a la resurrección e inmortalidad. Es representado con el jeroglífico del ibis cresteado, aunque su relación con este animal es probablemente sólo fonética. 
Si bien en un principio sólo los faraones y dioses tenían Aj, este concepto se fue modificando, pudiéndolo obtener algunas personas mediante iniciación y trabajo. Es la máxima expresión del ser humano "realizado" que puede alcanzar la vida futura entre las estrellas. Su aparición surge de la unión del Ka y el Ba, aunque otros autores opinan que surgía de la unión del Ba con el Dyet.

## Sejem[citarequerida]
| S42 | Z1 |

| S42 | Z1 |

El Sejem (Sekhem) era la manifestación de la fuerza y voluntad divinas; podía conseguirse mediante iniciación y arduo trabajo y confería al que lo obtenía el poder de los dioses en este mundo. Los sacerdotes, o magos, que lo poseían se convertían en portadores de la fuerza y voluntad divinas y su manifestación en este mundo.
Su representación simbólica es un cetro sagrado, el sejem, que generalmente era portado por el faraón, o el sumo sacerdote, en las ceremonias de inauguración, para consagrar y bendecir.